# Lotisma trigonana
Lotisma trigonana är en fjärilsart som beskrevs av Walsingham 1879. Lotisma trigonana ingår i släktet Lotisma och familjen Copromorphidae. Inga underarter finns listade i Catalogue of Life.